# Terry Funk
Terrance Dee Funk (30. června 1944 – 23. srpna 2023) byl americký profesionální wrestler. Byl považován za jednoho z nejvlivnějších a největších profesionálních zápasníků všech dob. Během života vedl dlouhou kariérou, která trvala více než 50 let.
Během své kariéry zápasil v mnoha významných wrestlingových společnostech, mimo jiné v All Japan Pro Wrestling, Extreme Championship Wrestling, International Wrestling Association of Japan, World Championship Wrestling nebo World Wrestling Federation.
Získal například tituly ECW World Heavyweight Championship, NWA World Heavyweight Championship, USWA Unified World Heavyweight Championship, WWF World Tag Team Championship a ECW World Television Championship.
Za svůj životní přínos pro wrestling byl uveden do několika síní slávy, mimo jiné WWE, WCW, NWA a Hardcore.

## Mládí
Narodil se 30. června 1944 v Hammondu ve státě Indiana. Jeho otec Dory Funk byl rovněž profesionální wrestler. Jeho rodina se přestěhovala do Amarilla v Texasu, kde se společně se svým bratrem začal věnovat profesionálnímu wrestlingu. Po absolvování střední školy Canyon High School, navštěvoval West Texas State University (nyní West Texas A&M University).

## Osobní život
V srpnu 1965 se oženil s Vicky Ann. Měli spolu dvě dcery. Mnoho let spolu vlastnili ranč v Canyonu. Jeho žena zemřela 29. března 2019.
Byl blízkým přítelem Johna Ayerse a hollywoodského herce Sylvestera Stalloneho.
Dne 12. září 2016 podstoupil operaci tříselné kýly.

## Smrt
Zemřel 23. srpna 2023 ve věku 79 let v nemocnici ve Phoenixu. V epizodě SmackDown z 25. srpna mu a Brayi Wyattovi, který zemřel den po Funkovi, vzdali poctu během vysílání.

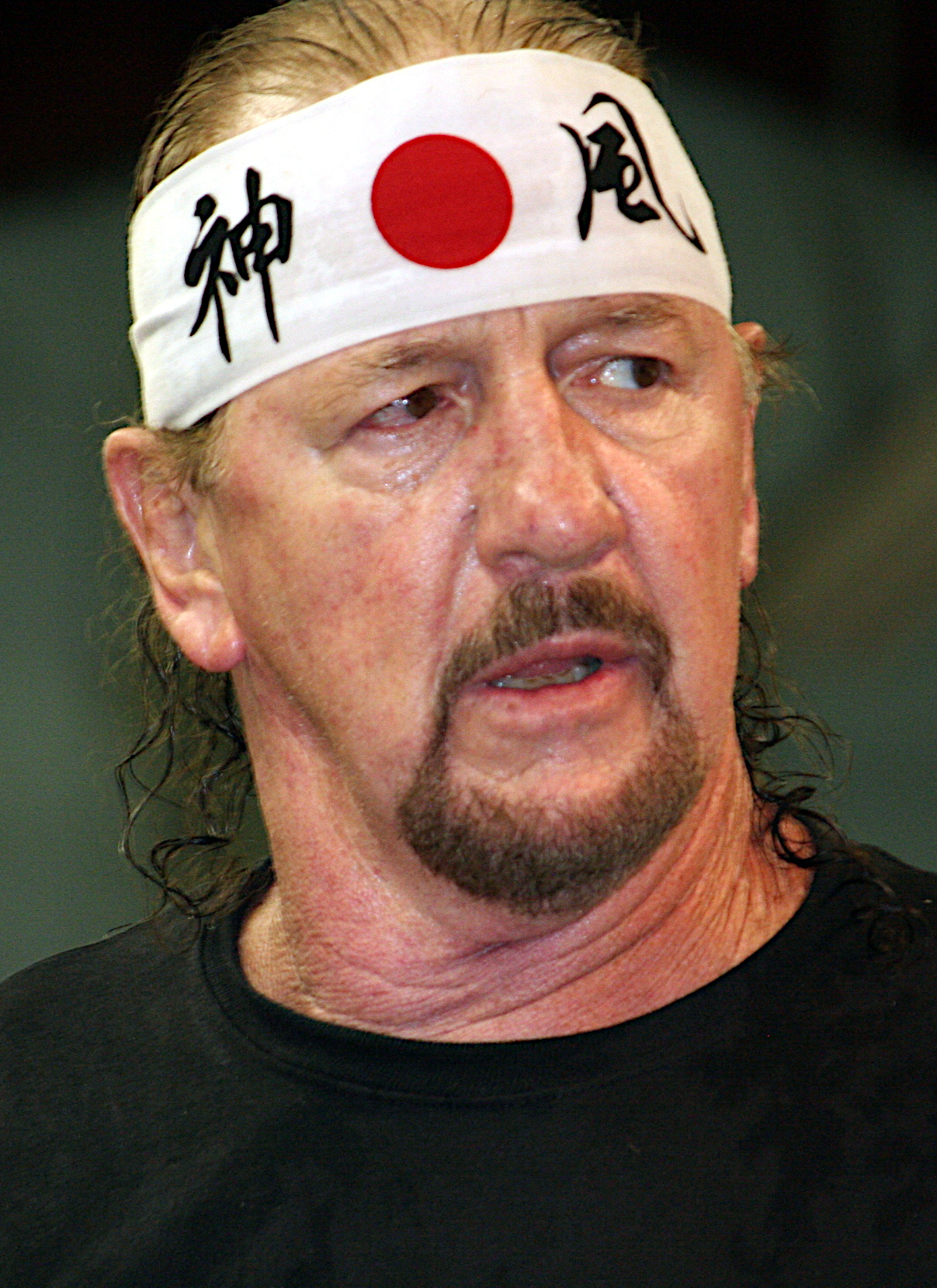
Terry Funk v září 2013

## Ocenění a úspěchy
- All Japan Pro Wrestling
  - World's Strongest Tag Determination League (1977, 1979, 1982) – s Dorym Funkem, Jr.
  - Champion Carnival Distinguished Service Award (1980)
  - World's Strongest Tag Determination League Technical Award (1977) – s Dorym Funkem, Jr.
  - World's Strongest Tag Determination League Teamplay Award (1980) – s Dorym Funkem, Jr.
  - World's Strongest Tag Determination League Distinguished Service Medal Award (1984) – s Dorym Funkem, Jr.
  - World's Strongest Tag Determination League Technique Award (1986) – s Dorym Funkem, Jr.
  - World's Strongest Tag Determination League Technique Award (1987) – s Dorym Funkem, Jr.
  - World's Strongest Tag Determination League Excellent Team Award (1990) – s Dorym Funkem, Jr.
- Cauliflower Alley Club
  - Iron Mike Mazurki Award (2005)
- Championship Wrestling from Florida
  - NWA Florida Heavyweight Championship (1x)
  - NWA Florida Tag Team Championship (2x) – s Dorym Funkem, Jr.
  - NWA Florida Television Championship (1x)
  - NWA North American Tag Team Championship (Florida version) (1x) – s Dorym Funkem, Jr.
  - NWA Southern Heavyweight Championship (Florida version) (2x)
  - NWA Florida Television Championship Tournament (1971)
  - NWA Florida Heavyweight Championship Tournament (1979)
- Extreme Championship Wrestling
  - ECW World Heavyweight Championship (2x)
  - ECW Television Championship (1x)
  - Lifetime Achievement Award (1997)
- George Tragos/Lou Thesz Professional Wrestling Hall of Fame
  - Class of 2010
- Georgia Championship Wrestling
  - NWA Georgia Tag Team Championship (1x) – s Dorym Funkem, Jr.
  - NWA Georgia Television Championship (1x)
  - NWA Georgia Tag Team Championship Tournament (1978) – s Dorym Funkem, Jr.
- Hardcore Hall of Fame
  - Class of 2005
- International Professional Wrestling Hall of Fame
  - Class of 2021
- Jim Crockett Promotions / World Championship Wrestling
  - NWA/WCW United States Heavyweight Championship (2x)
  - WCW Hardcore Championship (3x)
  - WCW Hall of Fame (Class of 1995)
  - NWA United States Championship Tournament (1975)
- Juggalo Championship Wrestling
- JCW Heavyweight Championship (1x)
- National Wrestling Alliance
  - NWA Hall of Fame (Class of 2009)
  - NWA World Heavyweight Championship (1x)
- NWA Big Time Wrestling
  - NWA Brass Knuckles Championship (Texas version) (1x)
- NWA Hollywood Wrestling
  - NWA Americas Heavyweight Championship (1x)
  - NWA International Tag Team Championship (3x) – s Dorym Funkem, Jr.
  - NWA World Tag Team Championship (Los Angeles version) (1x) – s Dorym Funkem, Jr.
- Pro-Pain Pro Wrestling
  - 3PW World Heavyweight Championship (1x)
- Pro Wrestling Illustrated
  - PWI Feud of the Year (1989) vs. Ric Flair
  - PWI Most Inspirational Wrestler of the Year (1997)
  - PWI Stanley Weston Award (2021)
  - PWI Wrestler of the Year (1976)
  - Ranked No. 22 of the top 500 singles wrestlers in the PWI 500 in 1991
  - Ranked No. 9 of the top 100 tag teams of the PWI Years with Dory Funk Jr. in 2003
- Professional Wrestling Hall of Fame and Museum
  - Class of 2004
- Southwest Championship Wrestling
  - SCW Southwest Heavyweight Championship (1x)
  - SCW World Tag Team Championship (1x) – s Dorym Funkem, Jr.
- Squared Circle Wrestling
  - 2CW Heavyweight Championship (1x)
- St. Louis Wrestling Hall of Fame
  - Class of 2010
- St. Louis Wrestling Club
  - NWA Missouri Heavyweight Championship (1x)
- Stampede Wrestling
  - Stampede Wrestling Hall of Fame (Class of 1995)
- Tokyo Sports
  - Lifetime Achievement Award (1983)
  - Match of the Year Award (1980) s Dorym Funkem, Jr. vs. Giant Baba a Jumbo Tsuruta
  - Popularity Award (1979)
- United States Wrestling Association
  - USWA Unified World Heavyweight Championship (1x)
- Western States Sports
  - NWA Brass Knuckles Championship (Texas version) (2x)
  - NWA International Tag Team Championship (2x) – s Dorym Funkem, Jr.
  - NWA Western States Heavyweight Championship (12x)
  - NWA Western States Tag Team Championship (3x) – s Rickym Romerem (2x) a The Lawman (1x)
  - NWA World Tag Team Championship (Amarillo version) (3x) – s Dorym Funkem, Jr.
  - NWA World Tag Team Championship (Texas version) (2x) – s Dorym Funkem, Jr.
- World Wrestling Federation/Entertainment
  - WWF Tag Team Championship (1x) – s Cactus Jackem
  - WWE Hall of Fame (Class of 2009)
- Wrestling Observer Newsletter

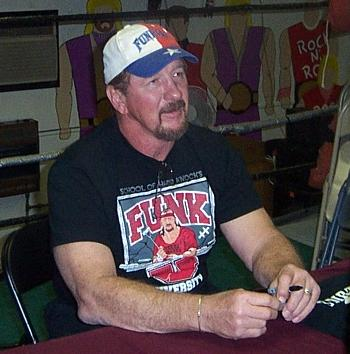
Terry Funk v roce 2008

  - Best Brawler (1989)
  - Best Heel (1989)
  - Best on Interviews (1989)
  - Hardest Worker (1989)
  - Feud of the Year (1989) vs. Ric Flair
  - Wrestling Observer Newsletter Hall of Fame (Class of 1996)

## Filmografie

### Filmy
| Rok  | Název                | Role                  |
| ---- | -------------------- | --------------------- |
| 1978 | Paradise Alley       | Frankie "The Thumper" |
| 1987 | Over the Top         | Ruker                 |
| 1987 | Timestalkers         | Bearded Cowboy        |
| 1989 | Road House           | Morgan                |
| 1998 | Mom, Can I Keep Her? | Ed "Jungle Ed"        |
| 1999 | Active Stealth       | Morgan                |
| 1999 | Beyond the Mat       | Himself               |
| 2004 | Friday Night Lights  | Fan                   |
| 2005 | The Ringer           | Frankie               |

## Diskografie
- Texas Bronco (1983)
- Great Texan (1984)
- Tougher Than Shoe Leather (2018)